# 侯玉雯
侯玉雯（1967年—），天津市人，汉族，中华人民共和国政治人物、第十二届全国人民代表大会江西地区代表。
担任安源区工商联副会长、市工商联执委、萍乡市旅游宾馆酒店秘书长，金海岸实业有限公司总经理、鑫海岸商务酒店董事长。2013年，担任全国人大代表。